# Barcísio
Barcísio (em latim: Barcisius; em armênio/arménio: Բրքիշո; romaniz.: Brkisho), dito o Sírio, foi um prelado persa de língua siríaca que tornou-se católico de todos os armênios (ou anti-católico) da Igreja Apostólica Armênia de 429 a 432.

## Biografia
Após a deposição pelo xá Vararanes V (r. 420–438/439) do católico Isaque I, o Grande em 428 por intermédio de Sormaco, que foi também deposto em 429 (ou até mesmo em 428), o representante do xá, o marzobã Vemir-Sapor, designou Barcísio para ocupar as funções catolicossais. Essa designação reflete a intenção do poder sassânida de separar a Igreja Armênia da Igreja Grega, a fim de aproximar a primeira com a Igreja do Oriente.
Barcísio conflitou com os bispos devido sua fidelidade para com Isaque: consagrou apenas aqueles que prestaram-lhe fidelidade e confiscou a renda dos postos vagos. Além disso mancha sua reputação por se cercar de servos religiosos (virgines subintroductae), pelo que os nacarares solicitaram sua deposição a Vararanes V em 432. Este último, em seguida, o substituiu por outro prelado persa, Samuel, o Sírio, que manteve as funções temporais do ofício, enquanto as funções espirituais (incluindo a consagração de bispos), foram delegadas a Isaque.